# 鈴木敏文
鈴木 敏文（すずき としふみ、1932年〈昭和7年〉12月1日 - ）は、日本の実業家。勲等は勲一等瑞宝章。セブン&アイ・ホールディングス会長兼最高経営責任者（名誉顧問）、イトーヨーカ堂会長、経済団体連合会副会長、日本フランチャイズチェーン協会会長、日本チェーンストア協会会長、学校法人中央大学理事長、中央大学評議員会副議長などを歴任。「コンビニの父」と称される。
元セブン&アイ・ホールディングス最高情報責任者（CIO）の鈴木康弘は二男。

## 概略
イトーヨーカ堂創業者の伊藤雅俊に乞われ31歳で同社に転職し、1970年代にセブン・イレブンを立ち上げ両社のトップを兼任し、約40年間グループの長に君臨する。グループの国内店舗約2万店、売り上げ10兆円強の国内屈指の小売企業に育て上げ、カリスマ経営者として「小売の神様」とまで呼ばれたが、創業家伊藤家の代替わりもあり、2016年、自らが発議した井阪隆一社長更迭案が取締役会で否決されたことを受けて、辞任を表明した。

## 略歴
- 長野県埴科郡坂城町出身[4]。
- 1952年 長野県小県蚕業高等学校（現在の長野県上田東高等学校）卒業[5]。
- 1956年 中央大学経済学部卒業、東京出版販売（現トーハン）に入社[6]。
- 1963年9月 株式会社イトーヨーカ堂入社。
- 1971年9月 株式会社イトーヨーカ堂取締役。
- 1973年11月 セブン-イレブンを展開する米サウスランド社と提携し株式会社ヨークセブン（のちの株式会社セブン-イレブン・ジャパン）を設立、専務取締役に就任。
- 1974年5月 セブン-イレブン1号店を東京都江東区に出店。
- 1975年6月 福島県郡山市でセブン-イレブンの24時間営業を開始。
- 1977年9月 株式会社イトーヨーカ堂常務取締役。
- 1978年1月 株式会社ヨークセブンを株式会社セブン-イレブン・ジャパンに改称。
- 1978年2月 株式会社セブン-イレブン・ジャパン代表取締役社長。
- 1983年4月 株式会社イトーヨーカ堂専務取締役。
- 1989年5月 日本フランチャイズチェーン協会会長[7]。
- 1991年3月 米サウスランド社の経営権を取得[8]。
- 1992年10月 株式会社イトーヨーカ堂代表取締役社長。
- 2002年5月 南甲倶楽部会長[9]。
- 2003年5月 株式会社イトーヨーカ堂代表取締役会長、同社最高経営責任者（CEO）、株式会社セブン-イレブン・ジャパン最高経営責任者（CEO）。
- 2005年9月 株式会社セブン&アイ・ホールディングス代表取締役会長、同社最高経営責任者（CEO）。
- 2006年3月 株式会社イトーヨーカ堂（新設会社）代表取締役会長、同社最高経営責任者（CEO）。
- 2016年5月 株式会社セブン&アイ・ホールディングス名誉顧問。

トーハンでは副会長、取締役を務めた。母校の中央大学では2005年11月から2008年5月まで理事長を務めた。

## コンビニ業態の育ての親として

### 周囲の反対を押し切って創業
1973年、日本初のコンビニエンスストア「セブン-イレブン」を立ち上げた。当時の親会社イトーヨーカ堂は大規模小売店「イトーヨーカドー」の出店スピードを上げている時期で、アメリカに倣ったコンビニエンスストア業態の導入は時期尚早との意見が強かった。しかし、中小小売店の経営を近代化すれば、大型店との共存共栄は可能であると考えた。

### ドミナント戦略
セブン-イレブンの出店に当たってはドミナント戦略を徹底している。地域に集中的に出店することで、専用工場や専用配送センターの使用率を上げている。

### POSシステムを導入
1982年10月、セブン-イレブンにPOS（販売時点情報管理）システムを導入した。全店に導入したのは1983年。
アメリカではPOSシステムが普及しつつあったが、当時のPOSはレジの打ち間違いなどを防止するのが主な目的であった。鈴木はPOSから得た情報をマーケティングに使うことを考えた。これは世界でも初の試みであった。

### セブン銀行を設立
2001年4月、株式会社アイワイバンク銀行（のちの株式会社セブン銀行）を設立。
周囲からは「素人が銀行をやっても上手く行かない」と止められた。しかし、セブン-イレブンでは電気・ガス料金の収納代行を1980年代から行っており、コンビニ店内で夜中も日曜もお金を下ろせれば便利であろうと考えた。

### オムニチャネルの構築
2013年9月、セブン&アイグループ各社の幹部社員約50名をアメリカに派遣。グループを挙げてオムニチャネルを構築することとした。

## 仕事に対する考え方

### 座右の銘
座右の銘は「変化対応」である。中学1年の時に太平洋戦争の敗戦を経験し、戦争には勝つと思っていたのが玉音放送の1日で全てが覆った。社会は変化するから適応していかなければならない。しかし、どう変化するかは常にわからない。だから他人に依存せず自分を大切にすることが出発点になる、と考えている。
鈴木は、セブン・イレブン創業の頃から1,300回以上を超える毎週1回の全体会議の中で、変化に対応することの重要性を繰返し、強調し続けてきたという。著書では、「お客様のあっての商売は、お客さまの存在を絶対に忘れてはいけない」のが原点で、そのお客さまのありようが常に変化していることから、「自分を変えることによって、お客様の変化に対応していかなければならない、そこが私たちの最大の課題です。」と述べている。

### 基本を徹底し、それを継続する
鈴木は、小売業は難しい仕事ではないという。
品ぞろえ、鮮度管理、クリンネス（清潔）、フレンドリーサービスといった基本四原則を確実に実行することが小売業の基本であり、競合他社に対して優位性を保持するためには、基本四原則を地道に徹底し、積み重ねていくことが重要だと述べている。

### 素直な目で常に白紙に戻り、原理原則に基づき考える
セブン・イレブンの商品改革の歴史の一つとして、「おにぎり革命」ということが知られている。ある地域でおにぎりの売れ行きの伸びが止まり、あるいは減り始めたところが出てきた。調べてみると、近くに手握りのおにぎり専門店がでてきて、お客がそちらに流れていることが分かった。そこで、セブン・イレブンは、手握りにすることは不可能としても、可能な限り手握りに近いおにぎりを、機械生産する仕組みを構築するための研究・開発を始めた。これは頭で考えるよりもはるかに困難な仕事であったが、試行錯誤の結果、手握りと同じようなおにぎりを機械で作れるようになった。その結果、お客の流出が防げ、おにぎりの改良は、今日に至るまで続けれれている。
原理原則に基づき、「お客様は何を望んでいるのか。そして、それはどうしてか。」を考え対応する。多くの企業は昨日の続きがやれなくなるという変化を嫌う。しかし、変化は新しい潜在需要を生み出し、これに対応できればチャンスになる。鈴木の座右の銘である、変化に対応するための自己革新が、企業の成長・発展を支えた事例として知られている。

## セブン&アイ・ホールディングスの役職を退任
2016年2月15日、鈴木はセブン-イレブン・ジャパン社長の井阪隆一に対して退任を内示。一旦は井阪から了承を得た。しかし、後に井阪が態度を変える。鈴木は3月に取締役候補の指名・報酬委員会を設置、ここで社長交代を提案する。しかしセブン-イレブンの業績が好調であったことなどから、同委員会委員を務めていた社外取締役の伊藤邦雄一橋大学特任教授及び米村敏朗元警視総監が反対。鈴木は社長交代案を取締役会にかけることにした。
取締役会での採決方法は挙手を予定していたが、社外取締役から異論が出て無記名投票に変更。取締役会の雰囲気は一変する。投票結果は賛成7票、反対6票、白票2票。賛成が総数15票の過半に届かなかったため否決された。同日記者会見を開いた鈴木は引退を表明。「反対票が社内から出るようなら、票数に関係なく、もはや信任されていない」旨を述べた。創業家伊藤雅俊名誉会長との確執も示唆した。引退表明を受け、セブン＆アイは当初、鈴木に「最高顧問」の肩書で名誉職を用意する方針であったが、社外取締役や井阪隆一が難色を示し、調整の結果、名誉顧問に就くことになった。

## テレビ出演
- 日経スペシャル ガイアの夜明け コンビニ戦国時代王者セブンイレブン 戦略の全貌（2005年2月8日、テレビ東京）[28]
- 日経スペシャル カンブリア宮殿（テレビ東京）
  - 第一回 店を革新し続けろ！～"流通の神様"ついに登場～（2009年5月25日）[29]
  - 第二回 大不況時代...進化して生き抜け！～客のニーズをつかむ極意～（2009年6月1日）[30]
  - 緊急企画！アベノミクスの近未来 為替は、金利は、そして給料はどうなる？（2013年6月6日）[31]

## 著書
- 『鈴木敏文語録 イトーヨーカ堂社長・セブン-イレブンの生みの親 「自分を変える」「人間の心理をつかむ」』増補版 緒方知行責任編集 1999年 祥伝社文庫
- 『鈴木敏文経営を語る』江口克彦著 PHP研究所、2000年 のち文庫
- 『商売の原点』緒方知行編 講談社、2003年 のち+α文庫
- 『商売の創造』緒方知行編 講談社、2003年
- 『鈴木敏文考える原則』緒方知行編著 2005年 日経ビジネス人文庫
- 『なぜ売れないのかなぜ売れるのか』講談社、2005年
- 『商売の創造』緒方知行編 2006年 講談社+α文庫
- 『鈴木敏文語録集によるマーチャンダイジング教科書 セブン-イレブンの商品開発と品揃え革新を支える原点 いま最大の経営課題競争優位と顧客支持力づくりの決め手!!』月刊『2020 value creator』編集部編 緒方知行監修 オフィス2020新社、2006年
- 『鈴木敏文語録「チャンスは君のそばにある」』国友隆一著 あさ出版、2006年
- 『図解鈴木敏文の「商売の人間学」 なぜ、買うのか売れるのか』勝見明著 大和書房、2006年 のち文庫
- 『なぜ買わないのかなぜ買うのか』 講談社、2006年
- 『挑戦我がロマン 私の履歴書』 日本経済新聞出版社、2008年
- 『朝令暮改の発想 仕事の壁を突破する95の直言』 新潮社、2008年 のち文庫
- 『鈴木敏文の実践!行動経済学 経営学』勝見明構成  朝日新聞出版、2012年 朝日おとなの学びなおし!

## 共著
- 宮内義彦、自由企業研究会共著『沈んでたまるか』　日経BP社、2001年
- 齋藤孝共著『ビジネス革新の極意』マガジンハウス、2006年

## 主な関連書籍
- 勝見明『本当のようなウソを見抜く（語録集）』 プレジデント社、2005年
- 緒方知行『鈴木敏文に学ぶリーダーの条件』 大和出版、1997年
- 信原尚武 『鈴木敏文逆説の経営』 文藝春秋、1995年
- 角田裕育『セブン-イレブンの真実〜鈴木敏文帝国の闇〜』 日新報道、2009年